# Litwa na Zimowych Igrzyskach Olimpijskich 2006
Litwę na Zimowych Igrzyskach Olimpijskich 2006 reprezentowało 7 zawodników.

## Wyniki

### Biathlon

#### Kobiety
| Zawodnik            | Konkurencja       | Strata na starcie | Czas      | Ilość pudeł | Pozycja | Źródło |
| ------------------- | ----------------- | ----------------- | --------- | ----------- | ------- | ------ |
| Diana Rasimovičiūtė | Sprint            | —                 | 23:48.1   | 1 (0+1)     | 18.     | [ 1 ]  |
| Diana Rasimovičiūtė | Bieg pościgowy    | +1:17             | 41:56.3   | 4 (1+1+1+1) | 27.     | [ 2 ]  |
| Diana Rasimovičiūtė | Bieg indywidualny | —                 | 1:00:04.4 | 7 (3+2+1+2) | 66.     | [ 3 ]  |

#### Mężczyźni
| Zawodnik            | Konkurencja | Czas    | Ilość pudeł | Pozycja | Źródło |
| ------------------- | ----------- | ------- | ----------- | ------- | ------ |
| Karolis Zlatkauskas | Sprint      | 34:33.8 | 4 (2+2)     | 88.     | [ 4 ]  |

### Biegi narciarskie

#### Sprint

##### Kobiety
| Zawodnik         | Konkurencja | Eliminacje | Eliminacje | Ćwierćfinały | Ćwierćfinały | Półfinały | Półfinały | Finał B | Finał B | Finał A | Finał A | Pozycja | Źródło |
| Zawodnik         | Konkurencja | Czas       | Pozycja    | Czas         | Pozycja      | Czas      | Pozycja   | Czas    | Pozycja | Czas    | Pozycja | Pozycja | Źródło |
| ---------------- | ----------- | ---------- | ---------- | ------------ | ------------ | --------- | --------- | ------- | ------- | ------- | ------- | ------- | ------ |
| Irina Terentjeva | Sprint      | 2:20.08    | 37.        | NQ           | NQ           | NQ        | NQ        | NQ      | NQ      | NQ      | NQ      | 37.     | [ 5 ]  |

##### Mężczyźni
| Zawodnik              | Konkurencja | Eliminacje | Eliminacje | Ćwierćfinały | Ćwierćfinały | Półfinały | Półfinały | Finał B | Finał B | Finał A | Finał A | Pozycja | Źródło |
| Zawodnik              | Konkurencja | Czas       | Pozycja    | Czas         | Pozycja      | Czas      | Pozycja   | Czas    | Pozycja | Czas    | Pozycja | Pozycja | Źródło |
| --------------------- | ----------- | ---------- | ---------- | ------------ | ------------ | --------- | --------- | ------- | ------- | ------- | ------- | ------- | ------ |
| Aleksėjus Novoselskis | Sprint      | 2:28.04    | 59.        | NQ           | NQ           | NQ        | NQ        | NQ      | NQ      | NQ      | NQ      | 59.     | [ 6 ]  |

#### Dystanse

##### Kobiety
| Zawodnik         | Konkurencja           | Czas    | Pozycja | Źródło |
| ---------------- | --------------------- | ------- | ------- | ------ |
| Irina Terentjeva | Bieg łączony na 15 km | 48:33.7 | 53.     | [ 7 ]  |
| Irina Terentjeva | 30 km stylem dowolnym | DNF     | DNF     | [ 8 ]  |

##### Mężczyźni
| Zawodnik              | Konkurencja             | Czas | Pozycja | Źródło |
| --------------------- | ----------------------- | ---- | ------- | ------ |
| Aleksėjus Novoselskis | 15 km stylem klasycznym | DNF  | DNF     | [ 9 ]  |
| Aleksėjus Novoselskis | 50 km stylem dowolnym   | DNF  | DNF     | [ 10 ] |

### Łyżwiarstwo figurowe

#### Pary taneczne
| Zawodnik                            | Taniec obowiązkowy | Taniec obowiązkowy | Taniec oryginalny | Taniec oryginalny | Taniec dowolny | Taniec dowolny | Suma punktów | Pozycja | Źródło |
| Zawodnik                            | Punkty             | Pozycja            | Punkty            | Pozycja           | Punkty         | Pozycja        | Suma punktów | Pozycja | Źródło |
| ----------------------------------- | ------------------ | ------------------ | ----------------- | ----------------- | -------------- | -------------- | ------------ | ------- | ------ |
| Margarita Drobiazko Povilas Vanagas | 35,23 pkt          | 8.                 | 52,79 pkt         | 8.                | 95,19 pkt      | 6.             | 183,21 pkt   | 7.      | [ 11 ] |

### Narciarstwo alpejskie

#### Mężczyźni
| Zawodnik              | Konkurencja   | 1. przejazd | 1. przejazd | 2. przejazd | 2. przejazd | Czas całkowity   | Pozycja          | Źródło |
| Zawodnik              | Konkurencja   | Czas        | Pozycja     | Czas        | Pozycja     | Czas całkowity   | Pozycja          | Źródło |
| --------------------- | ------------- | ----------- | ----------- | ----------- | ----------- | ---------------- | ---------------- | ------ |
| Vitalijus Rumiancevas | Slalom gigant | DSQ         | DSQ         | NQ          | NQ          | Nieklasyfikowany | Nieklasyfikowany | [ 12 ] |
| Vitalijus Rumiancevas | Slalom        | 1:09.19     | 58.         | 1:04.27     | 43.         | 2:13.46          | 44.              | [ 13 ] |